# U-ka saegusa IN db III
『U-ka saegusa IN db III』（ユーカ サエグサ イン デシベル サード）は、日本の男女4人組バンドである三枝夕夏 IN dbのスタジオ・アルバム。
バンドの3rdアルバムとして、2006年9月20日にGIZA studioからリリースされた。前作の『U-ka saegusa IN db II』（2004年）からおよそ2年ぶりにリリースされた作品であり、プロデューサーは、前作に引き続き長戸大幸が担当している。
本作からの先行シングルとして「飛び立てない私にあなたが翼をくれた」「ジューンブライド 〜あなたしか見えない〜」「君の愛に包まれて痛い」「愛のワナ」「Fall in Love」「Everybody Jump」の6曲に加え、愛内里菜&三枝夕夏として発表した「100もの扉」に、岩田さゆりの「空飛ぶあの白い雲のように」のセルフカバーを含めた全14曲が収録されている。

## 構成
前作『U-ka saegusa IN db II』（2004年）からおよそ2年ぶりとブランクが空いた影響で、愛内里菜&三枝夕夏名義を含んだ先行シングルが7曲も収録されているため、ベスト・アルバムのような構成になっている。また。アップテンポの曲が多く、バラード曲は「ジューンブライド 〜あなたしか見えない〜」のみである。
三枝夕夏作曲の曲が6曲、岩井勇一郎作曲の曲が1曲収録され、メンバー自身による作曲の曲が大幅に増えた。

## リリース
2006年9月20日にGIZA studioから、CDと『SPECIAL MOVIE LIVE EVENT COLLECTOR'S EDITION & PROMOTION VIDEO SELECT 2』と題したDVDが同梱の初回生産盤と、CDのみの通常盤の2形態で、17thシングル「太陽」（このアルバムには未収録）とリリースされた。

## チャート成績
本作は、オリコンのアルバムチャートにおいて最高第19位を獲得し、登場週数5回、売り上げ枚数は約1.9万枚となった。

## 収録曲
| #         | タイトル                                    | 作詞              | 作曲       | 編曲       | 時間  |
| --------- | ------------------------------------------- | ----------------- | ---------- | ---------- | ----- |
| 1.        | 「飛び立てない私にあなたが翼をくれた」      | 三枝夕夏          | 大野愛果   | 小澤正澄   | 3:14  |
| 2.        | 「ジューンブライド 〜あなたしか見えない〜」 | 三枝夕夏          | 徳永暁人   | 徳永暁人   | 5:10  |
| 3.        | 「君の愛に包まれて痛い」                    | 三枝夕夏          | 水野幹子   | 古井弘人   | 3:16  |
| 4.        | 「愛のワナ」                                | 三枝夕夏 水野幹子 | 水野幹子   | 古井弘人   | 3:10  |
| 5.        | 「夏のフォトグラフ」                        | 三枝夕夏          | 三枝夕夏   | 古井弘人   | 3:31  |
| 6.        | 「君の中に僕の居場所を探したい」            | 三枝夕夏          | 三枝夕夏   | 葉山たけし | 3:47  |
| 7.        | 「もう自分が自分に嘘をつかないように」      | 三枝夕夏          | 三枝夕夏   | 小澤正澄   | 3:54  |
| 8.        | 「明日に降る夢よ」                          | 三枝夕夏          | 寺尾広     | 小澤正澄   | 3:56  |
| 9.        | 「100もの扉」(愛内里菜&三枝夕夏)            | 愛内里菜&三枝夕夏 | 大野克夫   | 古井弘人   | 3:40  |
| 10.       | 「空飛ぶあの白い雲のように」                | 三枝夕夏          | 大野愛果   | 葉山たけし | 4:09  |
| 11.       | 「Everybody Jump」                          | 三枝夕夏          | 岩井勇一郎 | 古井弘人   | 3:33  |
| 12.       | 「Fall in Love」                            | 三枝夕夏          | 三枝夕夏   | 古井弘人   | 2:53  |
| 13.       | 「愛言葉」                                  | 三枝夕夏          | 三枝夕夏   | 古井弘人   | 3:50  |
| 14.       | 「Honey」                                   | 三枝夕夏          | 三枝夕夏   | 葉山たけし | 4:15  |
| 合計時間: | 合計時間:                                   | 合計時間:         | 合計時間:  | 合計時間:  | 52:18 |

| #  | タイトル                                                                    | 作詞 | 作曲・編曲 |
| -- | --------------------------------------------------------------------------- | ---- | ---------- |
| 1. | 「SPECIAL MOVIE LIVE EVENT COLLECTOR'S EDITION & PROMOTION VIDEO SELECT 2」 |      |            |

## 楽曲解説
1. 飛び立てない私にあなたが翼をくれた
  - 11thシングル。
  - CBC･TBS系『ウルトラマンネクサス』エンディングテーマ[8]
2. ジューンブライド 〜あなたしか見えない〜
  - 12thシングル。
  - よみうりテレビ･日本テレビ系アニメ『名探偵コナン』エンディングテーマ[9]
3. 君の愛に包まれて痛い
  - 13thシングル。
  - テレビ東京系アニメ『格闘美神 武龍』オープニングテーマ[10]
4. 愛のワナ
  - 14thシングル。
  - テレビ東京系アニメ『格闘美神 武龍』オープニングテーマ[10]
5. 夏のフォトグラフ
6. 君の中に僕の居場所を探したい
7. もう自分が自分に嘘をつかないように
  - 14thシングル「愛のワナ」のカップリング曲。
8. 明日に降る夢よ
9. 100もの扉
  - 愛内里菜&三枝夕夏のシングル。
  - よみうりテレビ･日本テレビ系アニメ『名探偵コナン』オープニングテーマ[9]
10. 空飛ぶあの白い雲のように
  - 岩田さゆりの「空飛ぶあの白い雲のように」のセルフカバー。
11. Everybody Jump
  - 16thシングル。
  - テレビ東京系アニメ『格闘美神 武龍 REBIRTH』オープニングテーマ[11]
12. Fall in Love
  - 15thシングル。
  - テレビ東京系アニメ『格闘美神 武龍 REBIRTH』エンディングテーマ[11]
13. 愛言葉
14. Honey

## 参加ミュージシャン
- Recording director : 寺尾広 (GIZA)

三枝夕夏 IN db
- Vocal & Chorus : 三枝夕夏
- Guitar & Chorus : 岩井勇一郎
- Bass & Manipulator : 大藪拓
- Drums : 車谷啓介

| 飛び立てない私にあなたが翼をくれた - Chorus : 大田紳一郎 (from doa) - Trackdown : 野崎智子 ジューンブライド 〜あなたしか見えない〜 - Chorus : 宇徳敬子, 徳永暁人 (from doa) - Trackdown : 野崎智子 君の愛に包まれて痛い - Chorus : 宇徳敬子 - Trackdown : 吉松克之 愛のワナ - Chorus : 大田紳一郎 (from doa) - Trackdown : 野崎智子 夏のフォトグラフ - Chorus : 岡崎雪, 荒神直規 - Trackdown : Minoru Toyoda 君の中に僕の居場所を探したい - Chorus : 岡崎雪, 荒神直規 - Trackdown : Minoru Toyoda もう自分が自分に嘘をつかないように - Chorus : 大田紳一郎 (from doa) - Trackdown : 吉松克之 | 明日に降る夢よ - Chorus : 宇徳敬子, 岡崎雪, 荒神直規 - Trackdown : 中島顕夫 100もの扉 - Chorus : スパークリング☆ポイント - Trackdown : Minoru Toyoda 空飛ぶあの白い雲のように - Chorus : 大野愛果, 岡崎雪 - Trackdown : Minoru Toyoda Everybody Jump - Chorus : 大田紳一郎 (from doa), db & Ikki's - Trackdown : 吉松克之 愛言葉 - Chorus : 岡崎雪, Ikki's - Trackdown : Minoru Toyoda Honey - Chorus : 岡崎雪, 荒神直規, 宇浦冴香 - Trackdown : Minoru Toyoda |